# 松田颯水
松田颯水（日语：／ Matsuda Satsumi，1993年7月17日—）是日本的女性聲優，大阪府出身。血型B型。ARTSVISION所屬。

## 人物
大阪府出身。與聲優松田利冴（I'm Enterprise所属）是雙胞胎姐妹。
就讀高中的3年間在全日本動畫歌曲大賞和姐姐一起出場，2010年的第4回、2011年的第5回比賽曾獲得大阪大會優勝，並參加全國大會。
後來進入日本播音演技研究所後加入ARTSVISION，聲優出道作為《坦克戰記4：月光的歌姬》的克萊亞。

## 演出作品
※粗體字為主要角色。

### 電視動畫
2014年
- 咲-Saki- 全國篇（愛宕洋榎[5]）
- 請問您今天要來點兔子嗎？（女學生C）
- 精靈使的劍舞（女學生）
- 蠟筆小新（園兒B）

2015年
- 偶像大師 灰姑娘女孩（星輝子）
- 電波教師（小宮流[6]、小孩）
- 血界戰線（同學）
- 怪盗Joker（貝露[7]）
- 名偵探柯南（店員）

2016年
- 紅殼的潘朵拉（布里）
- 赤髮白雪姬 第2期（女官A）
- 學戰都市Asterisk 第2期（黎沈雲）
- 少年阿貝GO！GO！小芝麻（日语：少年アシベ）
- 文豪Stray Dogs（女警）
- 半田君傳說（女學生D）
- 齊木楠雄的災難（女學生B）
- 魔法少女育成計劃（優娜葉爾）
- 文豪Stray Dogs 第2期（哈克·芬）
- 啟航吧！編舟計畫（泉）

2017年
- 風夏（女性客）
- CHAOS;CHILD（人們E、年輕女子A）
- 偶像大師 灰姑娘女孩劇場（星輝子）
- 櫻花任務（有村薰）
- 時鐘機關之星（苦艾酒（女性））
- 戰鬥女子學園（星月美久、真由）
- 猜謎王（笹島迅子）
- 舞動青春（男子A）
- 咕嚕咕嚕魔法陣（時之女神B）
- Just Because!（森川滿、田徑社後輩）
- 夢幻慶典R（少年）
- 結城友奈是勇者 -鷲尾須美之章-
- 調教咖啡廳（小學生）

2018年
- 刀使之巫女（寧寧）
- IDOLiSH7（女性歌迷B）
- 雷頓神秘偵探社 ～卡特莉的解謎事件簿～（賽門〈幼少期〉）
- 異世界魔王與召喚少女的奴隷魔術（グラスウォーカーA）
- 隔壁的吸血鬼美眉（麻呂眉的柴犬）
- 終將成為妳（槙聖司〈小學生〉）
- 我讓最想被擁抱的男人給威脅了（高人〈少年〉）
- 哥布林殺手（幼年的哥布林殺手）
- Anima Yell!（根古屋珠子[8]）

2019年
- 迷你刀使（寧寧）
- 多羅羅（多寶丸〈小孩時代〉）
- 路人超能100 II（女學生）
- 動物朋友2（黑豹）
- 卡羅爾與星期二（男孩子、夏洛特）
- 女高中生的虛度日常（女學生、3年級女學生）
- 超人高中生們即便在異世界也能從容生存！（小孩B、小孩D）
- 星合之空（高田希唯[9]）

2020年
- Healin' Good ♥ 光之美少女（莉娜、澤泉藤司）
- A3！ SEASON SPRING & SUMMER（行人）
- 白貓Project ZERO CHRONICLE（少年）
- LISTENERS 聆聽者（少年）
- 格萊普尼爾（直人〈小學生〉）
- 魔法律事務所 第2期（馬利爾·馬西亞斯）
- 籃球少年王（樫木園學生）
- 排球少年！！TO THE TOP（宮治〈小4〉）
- 咒術迴戰（翼）

2021年
- 裏世界遠足（小孩）
- 舞伎家的料理人（鶴駒）
- 歌劇少女!!（澤田千秋[10]）
- 開掛藥師的異世界悠閒生活～到異世界開藥房去～（伊蓮）
- 陰晴不定的體操哥哥（局長的孫子）
- 陰陽眼見子（三次、鬼怪）
- SAKUGAN（ネルケ）

2022年
- 怪人開發部的黑井津小姐（二姊·四姊）
- JoJo的奇妙冒險 石之海（女囚A）
- 闇影詩章F（真壁カグヤ）
- SPY×FAMILY間諜家家酒（金·坎貝爾）
- 盛開的阿斯特諾莉亞 吸！（精靈）
- 機動戰士GUNDAM 水星的魔女（女學生、學生、杰特克宿舍操作員）
- 秋葉原冥途戰爭（貓女僕）
- 明日方舟 黎明前奏（米莎[11]）
- SPY×FAMILY間諜家家酒（金·坎貝爾）

2023年
- 文豪Stray Dogs 第4期（女警）
- 開闊天空！光之美少女（貝莉貝莉）
- 為美好的世界獻上爆焰！（女騎士）
- 魔法使的新娘 SEASON2（教師）
- 女神咖啡廳（女孩子B）
- 江戶前精靈（女子B）
- 屍體如山的死亡遊戲（赴火之蟲、女子高生）
- 死神少爺與黑女僕 第2期（傑西）
- 咒術迴戰 懷玉·玉折 / 澀谷事變（枷場菜菜子）
- 『催眠麥克風-Division Rap Battle-』Rhyme Anima +（森村密）
- 鴨乃橋論的禁忌推理（小野也子）
- 香格里拉·開拓異境～糞作獵手挑戰神作～（皮滋）
- 哥布林殺手II（幼年的哥布林殺手）

2024年
- 寶可夢地平線（琳達）
- 神奇柑仔店 錢天堂（入間幸二、白鳥桃代）
- 美妙寵物 光之美少女（貓屋敷雪／喵喵天使[12]）
- 擅長逃跑的殿下（攝津清子、旁白）
- 香格里拉·開拓異境～糞作獵手挑戰神作～ 2nd season（皮滋[13]）
- 科學×冒險生存！（智悟[14]）
- 亂馬½2024年版（新體操部成員A）
- 魔王2099（女友達）

2025年
- 歡迎光臨流放者食堂！（芭琪兒[15]）
- 科學×冒險生存！（第2期）（智悟[16]）

### 劇場動畫
2017年
- 劇場版 窈窕淑女 前篇 ～紅緒、花樣的17歲～（女學生）

2018年
- 溫泉屋小女將（立賣誠）

2020年
- 人體奇航大冒險！（智悟）

2021年
- 海底世界尋寶大作戰！（智悟）
- 劇場版 咒術迴戰 0（枷場菜菜子[17]）

2024年
- 美妙寵物 光之美少女！The Movie！心跳不已♡遊戲世界大冒險！（貓屋敷雪／喵喵天使[18]）

2025年
- 電影Idol光之美少女你與我♪（貓屋敷雪／喵喵天使[19]）

### 網路動畫
2015年
- 怪物彈珠（女友人A）

### 歐美動畫
2019年
- 汪汪隊立大功（小礫）

### 遊戲
2013年
- 坦克戰記4：月光的歌姬（克萊亞）

2014年
- 偶像大師 灰姑娘女孩（星輝子）
- 城姬Quest（大洲城、大阪城、小諸城、久保田城、平戶城[20]）
- 妖怪百姬（一目小僧[21]）

2015年
- 咲-Saki- 全國篇（愛宕洋榎[22]）
- 皇家同花順英雄（蘿柏[23]）

2016年
- 御城Project：RE〜CASTLE DEFENSE〜（今川館、駿府城、鬼城）
- 學戰都市Asterisk 鳳華絢爛（黎沈雲[24]）

2017年
- 天華百劍-斬-（津田越前守助廣）

2021年
- 碧藍航線（馬格德堡）

2025年
- 賽馬娘 Pretty Derby（黃金旅程[25]）

### 廣播劇CD
- sister-in-law!（逢隈萌花[26]）

### 網路電視
- 咲生 姬松高校麻將部（2014年1月17日 - 2014年4月7日、NICONICO生放送）

### 音樂CD
| 發售日   | 名稱                                                      | 演唱名義 | 歌曲名稱             | 商業搭配                          |
| -------- | --------------------------------------------------------- | --- | -------------------- | --------------------------------- |
| 2月26日  | （LACM-14197）                                            | 姬松高校［上重漫（伊達朱里紗）、真瀨由子（佳村遙）、愛宕洋榎（松田颯水）、愛宕絹惠（中津真莉子）、末原恭子（壽美菜子）］ | 「 姬松高校 ver.」   | 電視動畫《咲-Saki- 全國篇》片尾曲 |
| 4月30日  | THE IDOLM@STER CINDERELLA MASTER 026 星輝子（COCC-16877） | 星輝子（松田颯水） | 「毒茸傳說」         | 遊戲《偶像大師 灰姑娘女孩》角色歌 |
| 12月24日 | THE IDOLM@STER CINDERELLA MASTER Passion Jewelries! 002   | 十時愛梨（原田瞳）、日野茜（赤崎千夏）、高森藍子（金子有希）、星輝子（松田颯水）、堀裕子（鈴木繪理）                     | 「」 「Party Night」 | 遊戲《偶像大師 灰姑娘女孩》角色歌 |
| 12月24日 | THE IDOLM@STER CINDERELLA MASTER Passion Jewelries! 002   | 星輝子（松田颯水） | 「紅」               | 遊戲《偶像大師 灰姑娘女孩》角色歌 |

## 外部連結
- 事務所公開簡歷 （页面存档备份，存于）（日語）
- http://ameblo.jp/7-16r17s/ （页面存档备份，存于）
- 松田颯水的X（前Twitter）（日語）